# 4K 7FA
4K 7FA – austriacki transporter opancerzony produkowany przez firmę Steyr. Jest następcą transportera 4K 4FA.

## Wersje
- 4K 4FA-KSPz MICV
- 4K 4FA MICV – z jednoosobową wieżyczką i dodatkowym karabinem maszynowym kalibru 7,62 mm (wersja prototypowa)
- 4K 4FA FSCV 90 – wóz wsparcia ogniowego z działem GIAT 90 mm TS-90 (wersja prototypowa)
- 4K 4FA MICV 30/1 – z jednoosobową wieżyczką, działkiem RARDEN 30 mm oraz sprzężonym karabinem maszynowym kalibru 7,62 mm (wersja prototypowa)
- 4K 4FA-F – wóz dowodzenia z dodatkowym wyposażeniem radiowym
- 4K 4FA_San – opancerzony ambulans
- 4K 4FA AMC 81 – z moździerzem kalibru 81 mm
- 4K 4FA FLA 1/2.20 – z bliźniaczym działkiem SPAAG kalibru 20 mm (wersja prototypowa)
- 4K 4FA FLA 3/2.30 – z bliźniaczym działkiem SPAAG kalibru 30 mm (wersja prototypowa)